# 蓋嘉運
蓋 嘉運（がい かうん、生没年不詳）は、唐代の軍人。突厥との戦争において功績をあげ、節度使に任じられたが、吐蕃との戦いで敗北し、解任された。

## 経歴
高力士と結んで取り立てられる。北庭都護に任じられ、開元年間に北庭都護府に瀚海軍を創設した。
開元24年（736年）、突騎施（テュルギシュ、西突厥の主流となっていた部族）を破る。磧西節度使に任じられ、開元25年（737年）には、突騎施において内紛が起こったため、玄宗の命で、突騎施と西域の諸国の安定させるように命じられる。
開元27年（739年）、蓋嘉運は突騎施の莫賀達干（バガ・タルカン）と組み、スイヤーブ城（碎葉城）を攻め、突騎施の吐火仙可汗を破り、追撃して捕らえる。さらに、疏勒（カシュガル）鎮守の夫蒙霊詧と抜汗那（フェルガナ）王の阿悉爛達干（アスラン・タルカン）に命じて、怛邏斯（タラス）城において黒姓可汗の爾微特勤を捕らえ、交河公主を奪取した。これにより、西域の突騎施に従っていた諸国は唐に降伏してきた。
開元28年（740年）、将士を率い、長安に捕虜を献じるために赴く。玄宗は、彼のために宴を開いた。続いて、河西節度使兼隴右節度使を任じられ、吐蕃攻撃を命じられる。しかし、蓋嘉運は恩寵を授けられ、宴にふけり、期日になっても、長安に逗留を続けた。そのため、宰相であった裴耀卿は、「蓋嘉運は、精勁勇烈余りありますが、勝利におごり、傲慢で、敵を侮っています。これでは勝てるはずがありません」として、解任もしくは、即座の出発を玄宗に迫り、そのため出撃を命じられた。その後、突騎施の莫賀達干は、自分が可汗に立てられなかったため、反乱を起こし、玄宗によって、その説得を命じられる。その後、莫賀達干は降伏して可汗に冊立された。
開元29年（741年）、蓋嘉運は河西に赴き、西域の二十数か国を攻撃するが、成功しなかった。また、隴右道河西黜陟使の韋恒（韋嗣立の子）は、蓋嘉運の中央とのつながりを恃んだ非道な行為を弾劾した上表を都へ送っている。韋恒はそのため、汴州刺史とされてしまう。また、高仙芝もその配下にあったが、重んじられることはなかった。同年、吐蕃が攻め込み、達化県の人民は皆殺しにされ、石堡城まで攻め込まれて奪われたが、蓋嘉運は防ぐことはできなかった。この結果に玄宗は怒りをおぼえた。
天宝元年（742年）に、隴右節度使は皇甫惟明に代わった。

## 伝記資料
- 『旧唐書』
- 『新唐書』
- 『資治通鑑』